# Melakwa Lake
Der Melakwa Lake ist ein See im King County im US-Bundesstaat Washington. Der Name „Melakwa“ stammt vom Wort der Chinook für „Mosquito“. Er wird vom Pratt River kurz unterhalb von dessen eigentlicher Quelle im Upper Melakwa Lake durchflossen.

## Zugang
Der Zugang erfolgt über die Interstate 90 und von dort über den Einstiegspunkt des Denny Creek Trail. Der Weg führt in einer Ganztagswanderung vom Denny Creek zum Melakwa Lake.

## Merkmale
Der See liegt in einem engen Tal, das vom Chair Peak im Osten und vom Kaleetan Peak im Westen begrenzt wird, und ist normalerweise ab Ende Juni zugänglich. Er ist für sein klares Wasser und die schöne blaugrüne Farbe bekannt. Eine kurze Klettertour über eine Schutthalde am Nordende des Sees führt zum Melakwa Pass, von wo aus an klaren Tagen Aussichten auf den Gem Lake, den Glacier Peak und die Nördliche Kaskadenkette möglich sind.